# Joseph de Villèle
Pour les articles homonymes, voir Villèle.
Le comte Joseph de Villèle, né le 14 avril 1773 à Toulouse, et mort le 13 mars 1854 dans la même ville, est un officier de marine, planteur esclavagiste et homme politique français. Chef du parti ultraroyaliste pendant la Restauration, il exerça notamment les fonctions de maire de Toulouse entre 1815 et 1818, et de président du Conseil des ministres entre 1821 et 1828.

## Biographie

### Issu d'une riche famille de la noblesse de robe

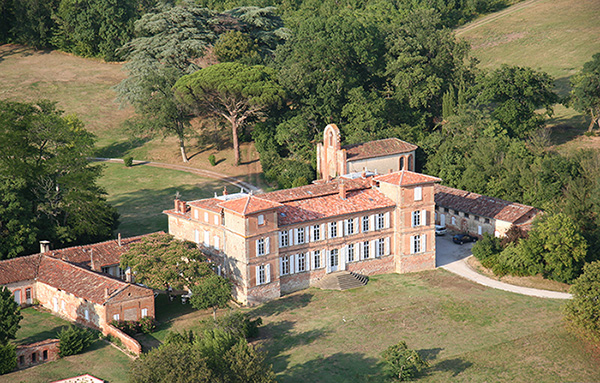
Le château familial de Mourvilles.

Jean-Baptiste Guillaume Marie Anne Séraphin Joseph de Villèle est né à Toulouse le 14 avril 1773. Il est l’aîné d’une famille originaire de cette ville, anoblie par l'achat d'une charge de conseiller secrétaire du roi au XVIIe siècle (1633-1674). Son père, Louis de Villèle, se trouvait à la tête d’un des plus gros patrimoines fonciers (près de 400 ha) du Midi toulousain.

### Formation navale
Ayant échoué à entrer dans la prestigieuse École royale militaire de Sorèze, il étudie au Collège royal de Toulouse, avant de se présenter, en mars 1788, au concours d’entrée de l’École de marine d’Alais (Alès), sur les conseils du marquis de Saint-Félix de Maurémont (1737-1819), capitaine de vaisseau, ami et parent de la famille.
Après une courte période d’apprentissage, qui va de juin 1788 à juillet 1789, Joseph de Villèle embarque le 18 juillet 1789 pour la colonie française de Saint-Domingue (actuelle Haïti), comme élève de la marine de 2e classe. Il est témoin sur place des premiers troubles provoqués par les révoltes d'esclaves.

### Installation dans les colonies de l'Océan indien (1791-1807)
Joseph rentre à Brest fin 1790, en pleine période révolutionnaire. Tandis que trois de ses cousins sont partis en émigration, comme 60 % des officiers de vaisseaux, lui opte pour une alternative coloniale. Le 26 avril 1791, il embarque sur La Cybèle, commandée par le Vice-Amiral Armand Philippe de Saint-Félix qui le prend sous sa protection, et participe aux combats navals contre l’Angleterre dans l’océan Indien. Au total il va passer 16 ans dans l'archipel des Mascareignes.
Le 15 décembre 1793, il quitte la marine. Plusieurs raisons ont motivé cette décision :  proclamation de la République et abolition de la royauté en septembre 1792, insubordination des équipages envers leurs officiers nobles, et fidélité envers le vice-amiral de Saint-Félix, destitué par l’Assemblée coloniale de l’Île de France.
En 1794, en raison de son engagement dans la Société des Amis de l’Ordre, organisation paramilitaire royaliste, et de son aide au vice-amiral de Saint-Félix recherché par les autorités de La Réunion, il est brièvement emprisonné à Saint-Denis pendant un mois et demi.
Après avoir travaillé comme régisseur, Villèle acquiert une première habitation agricole (plantation) en 1796, il en aura quatre au total, et s’enrichit dans la culture du café. Le nombre d'esclaves qu'il possédait est estimé à une soixantaine. Il est très investi dans l'administration de la plantation. Dans une lettre à ses parents en 1802, empreinte de stéréotypes, il explique : « Ces bras esclaves étant privés de tout intérêt à la réussite des travaux et des entreprises, ne s’y portent qu’avec une indifférence et une ineptie que ceux qui les laissent livrés à eux-mêmes, n’en retirent pratiquement presque aucun travail ».
Il s'opposera toujours à l'abolition de l'esclavage, que ce soit celle votée le 4 février 1794 par la Convention montagnarde, ou celle de la Deuxième République en 1848.
En 1799, il se marie avec Mélanie Panon Desbassayns, une des quatre filles d’Henri Paulin et d’Ombline, propriétaires du plus grand patrimoine foncier (420 ha) et du plus grand nombre d’esclaves (417 en 1797) de la colonie. Cela lui permet de s'insérer dans l'élite créole locale. Cette alliance familiale est consolidée quatre ans plus tard par l’union de son frère cadet, Jean-Baptiste (1780-1848) – venu à La Réunion pour fuir la conscription – avec sa belle-sœur Gertrude Panon Desbassayns.
En 1799, il est élu maire de Saint-Benoît, bastion conservateur à La Réunion, et député de Saint-Louis à l'Assemblée coloniale de 1799 à 1803.
En 1806, un an avant son retour en France, il possède encore 35 esclaves, les autres ayant été vendus à sa belle-mère en même temps que son habitation de la Saline.
À son départ de La Réunion en 1807, il confie ses derniers esclaves à son frère Jean-Baptiste, également planteur, qui rachète son habitation de l’Olivier. Il gardera toutefois une esclave, Nin Cadi, qu'il emmènera en Languedoc sur l’insistance de sa femme Mélanie, et qui mourut, épuisée, deux ans après son arrivée.

### Retour en métropole
Il regagne la France en 1807 et prend la tête de la vaste propriété familiale de Mourvilles (Haute-Garonne). Hostile au régime napoléonien, il prête néanmoins serment à l’Empire et commence sa carrière politique en métropole en acceptant le poste de maire de son village de Mourvilles en 1808 et devient conseiller général en 1811. Dans le même temps, entré dans la résistance royaliste, il s'affilie en 1813 à la société secrète des Chevaliers de la Foi, qui regroupe des royalistes préparant le rétablissement des Bourbons sur le trône de France. Il devient alors l’un des principaux chefs des royalistes toulousains.
Sous la Première Restauration, il prend position contre la monarchie parlementaire et écrit les Observations sur le projet de Constitution dans lesquelles il critique la Charte de 1814 qu’il juge trop libérale. Lors du retour de l'île d'Elbe, il soutient la résistance organisée dans le Midi de la France par le duc d'Angoulême. Après l'échec des royalistes, il participe au mouvement clandestin d'opposition à l'Empire tout au long des Cent-Jours. Au début de la Seconde Restauration, Joseph de Villèle est nommé par Louis XVIII à la tête de la municipalité toulousaine le 7 août 1815. Il est alors débordé par les excès des « verdets », c'est-à-dire des groupes d’activistes royalistes arborant une cocarde verte, la couleur du comte d’Artois, qui attaquent les jacobins et assassinent le général Ramel (août 1815). Élu de justesse député de la Haute-Garonne (département où il sera constamment réélu jusqu'en 1830), il siège parmi les députés ultraroyalistes dans la « Chambre introuvable » (août 1815-avril 1816). De ce fait, il défend des mesures de répression sévères contre les révolutionnaires et bonapartistes ayant joué un rôle actif lors des Cent-Jours, proteste contre le maintien à des postes administratifs de cadres du régime napoléonien, soutient des projets de décentralisation et diverses mesures rappelant l'Ancien Régime. Il est rapporteur à cette époque d'un projet avorté d'une loi électorale proposée par le ministre de l'Intérieur de l'époque, le comte de Vaublanc. Ses qualités d’orateur, ses compétences financières et son habileté tactique le propulsent rapidement comme chef du groupe ultraroyaliste. Farouche opposant aux politiques centristes conduites par Richelieu puis par Decazes, il soutient paradoxalement un libéralisme de droite, prônant l'extension du droit de suffrage et de la liberté de la presse notamment.

### Arrivée au pouvoir sousLouisXVIII
Au lendemain de l’assassinat du duc de Berry (février 1820), il assure pendant quatre jours la présidence de la Chambre (du 8 au 11 juin 1820), à la suite de l'indisposition de Ravez, puis entre dans le gouvernement du duc de Richelieu comme ministre sans portefeuille (décembre 1820) mais démissionne en juillet 1821, en désaccord avec la politique trop centriste du duc de Richelieu. Il affaiblit ainsi Richelieu en le privant d’une partie de sa base parlementaire.
Joseph de Villèle est fait comte en 1822.

### Les débuts du ministère Villèle

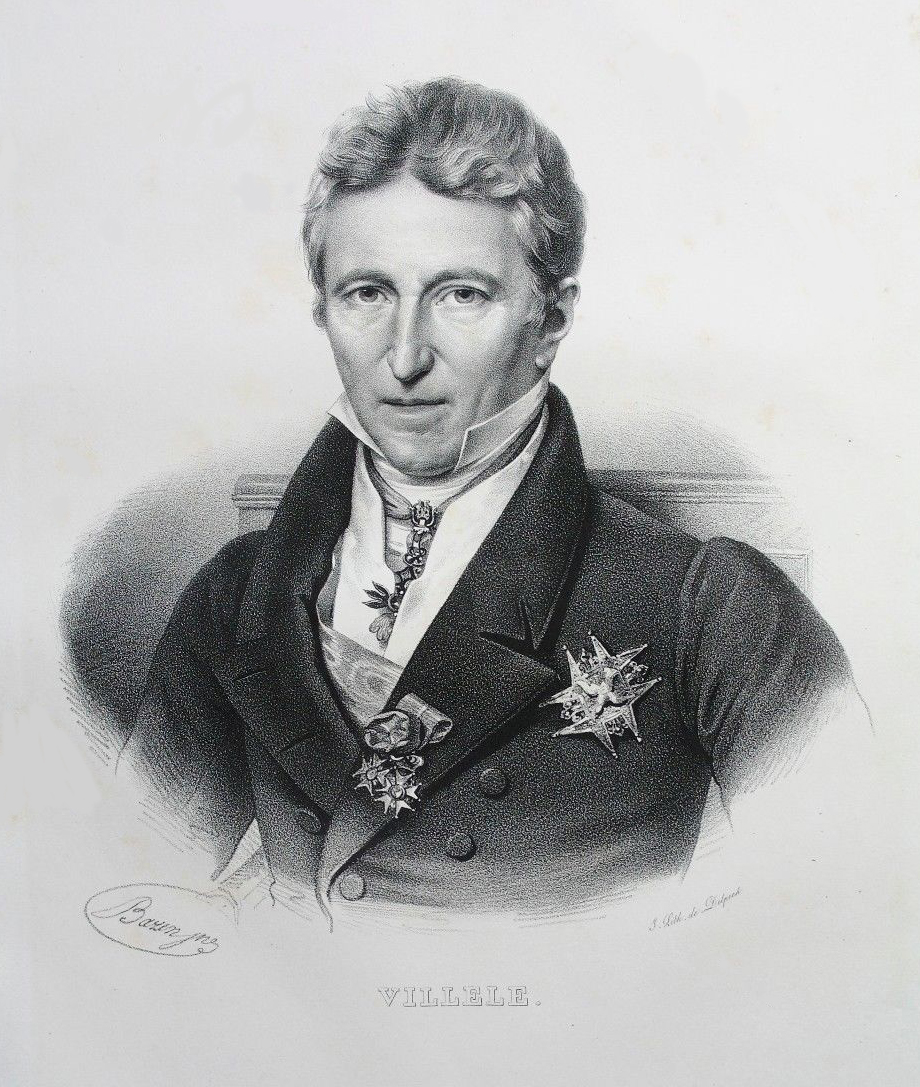
Le comte Joseph de Villèle.

Après la chute de Richelieu, Louis XVIII le rappelle aux affaires comme ministre des Finances (décembre 1821), puis il devient président du Conseil (septembre 1822).
Simultanément, il reçoit par lettres patentes du 19 septembre 1822, le titre de vicomte.
Villèle domine la vie politique de 1822 à 1827 par ses mesures conservatrices et dirige l’un des plus longs ministères que la France ait connu. Membre des Chevaliers de la Foi, il s’impose comme un véritable président du Conseil dont le but est d’empêcher toute dérive libérale du pays.
Villèle s’entoure dans son ministère de Corbière à l’Intérieur, de Peyronnet à la Justice, de Montmorency puis de Chateaubriand aux Affaires étrangères, de Monseigneur Frayssinous aux Affaires ecclésiastiques.

### Contrôle de l’instruction publique
Villèle lance une politique de reprise en main, à commencer par celle qui toucha l’Université, vigoureusement épurée, par crainte d’y voir un dangereux foyer d’agitation : en 1822, la faculté de médecine est fermée pendant près de trois mois pour avoir conspué le recteur de l’académie de Paris. L’École normale supérieure, rebelle depuis 1815, est un moment supprimée, jusqu’en mars 1826. Des professeurs sont sanctionnés, Guizot et Victor Cousin, en particulier, et 75 étudiants sont exclus de juin 1820 à décembre 1822.
Par l’intermédiaire de Frayssinous, grand maître de l’Université et président du conseil royal de l’Instruction publique, Villèle souhaite contrôler les différents degrés de l’instruction publique :
- l’enseignement primaire est sous la surveillance des évêques ;
- dans l’enseignement secondaire, des prêtres deviennent professeurs de philosophie ;
- on favorise le développement de petits séminaires.

Les libéraux voient l’intervention de l’Église comme un retour à l’Ancien Régime et cela va contribuer au développement de l’anticléricalisme, qui va aller en s’accentuant.

### La presse censurée
La presse est muselée et subit des contrôles de plus en plus stricts. Une loi de 1822 impose une autorisation préalable pour paraître et permet au gouvernement de suspendre des journaux pour délit de tendance contraire aux intérêts de l’État. La presse libérale est touchée de plein fouet. Elle s'était en effet développée et pour certains, mettait en danger la stabilité du Régime. Le comte de Villèle se prononce contre la censure, mais celle-ci est tout de même votée.
La liberté de la presse varia tout au long de la Restauration. Les royalistes ultras voulaient une presse contrôlée mais tout de même libre. Les abus de la presse libérale avaient été estimés de plus en plus nombreux et le sujet fut abordé par Charles X en 1827.
Jusqu'au 12 décembre 1827 la chambre disposait de la censure facultative. Ce jour-là, la loi de répression de la presse fut votée par 233 voix contre 134 bien que le comte de Villèle s'y opposât fortement. Il fit d'ailleurs un discours en ce sens.

### Lutte contre la charbonnerie

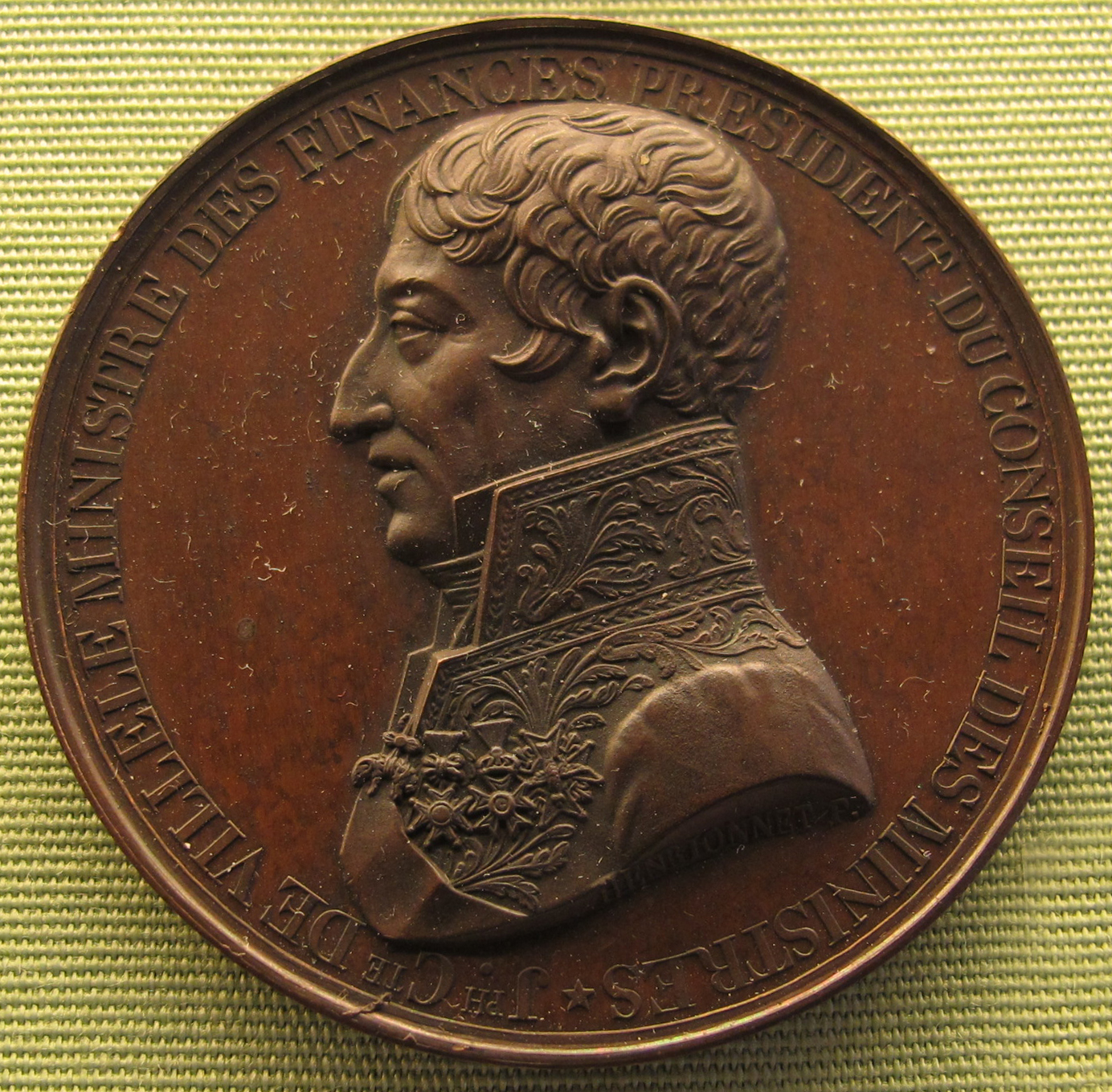
Médaille de 1825 par Henrionnet.

À partir de 1821, les opposants libéraux se lancent dans l’action illégale, notamment avec la charbonnerie qui a pour but de faire triompher le libéralisme et donc de renverser les Bourbons. La jeunesse patriote (adversaire au traité de 1815) avait bien tenté depuis 1818 de conspirer en s’organisant, notamment au sein des facultés. Une grande conspiration prévue pour le 19 août 1820 fut éventée avant même d’avoir commencé ; le manque d’organisation et de discipline était patent. Inspirés par les carbonari italiens qui luttaient pour l’indépendance de leur pays, les charbonniers français se regroupaient en ventes. Le mouvement, mené par Lafayette, Manuel, Barthe s’étendit en provinces, et tenta de nombreux complots entre 1821 et 1822 mais tous échouèrent et les chefs furent exécutés. Villèle entreprend une lutte sans merci contre la charbonnerie. Ayant pris conscience de l’importance de ce mouvement clandestin au sein de l’armée, le gouvernement arrêta de nombreux civils et militaires : la plus célèbre exécution est celles des quatre Sergents de La Rochelle, en 1822. La charbonnerie se dissout d’elle-même à la suite d'échecs répétés, sans avoir réussi à s’imposer réellement dans les classes populaires.

### L’intervention en Espagne
La politique étrangère permet au pouvoir de remporter des succès et de renforcer le prestige de la dynastie. L’armée se rallie au régime lorsque celui-ci l’engage dans l'Expédition d’Espagne en avril 1823. Au congrès de Vérone (1822), la Sainte-Alliance avait chargé la France de venir en aide au Roi d’Espagne, Ferdinand VII, en luttant contre les opposants libéraux espagnols qui s’étaient soulevés pour demander l’application de la Constitution de 1812. Le député libéral français, Jacques-Antoine Manuel, s’oppose violemment à l’intervention de la France et est expulsé de la Chambre.
Les combats prennent fin en novembre 1823 et se concluent par un succès. L'expédition vaut au général de Lauriston et au général Molitor d'être élevés à la dignité de maréchal de France.
La campagne est rapide et marquée par la prise victorieuse du fort de Trocadéro. L’armée rentre en France et la France dans le concert des grandes nations européennes. Ferdinand VII, quant à lui, réprime les libéraux espagnols.
Fort de ce succès militaire, Villèle dissout la Chambre en décembre 1823. Les élections de février-mars 1824 se traduisent par un véritable raz-de-marée des ultras : on parle ainsi de « Chambre retrouvée ». Les opposants libéraux ne sont plus qu’une quinzaine sur les 430 députés.

### L’apogée de Villèle et des ultras sous Charles X

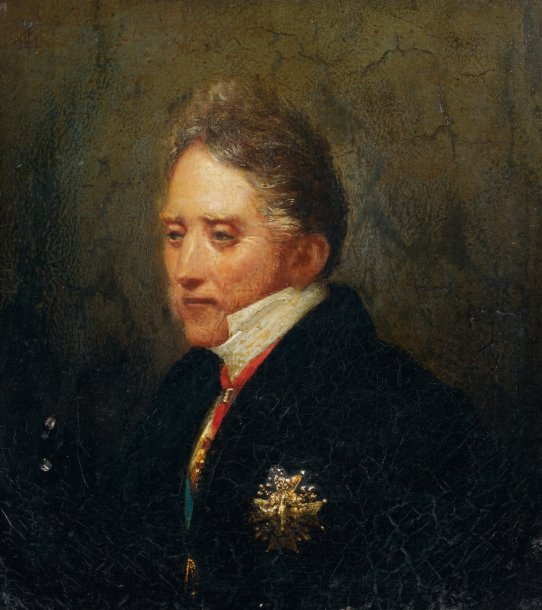
Portrait de Joseph de Villèle.

Le comte de Villèle voulait inscrire l’œuvre de son ministère dans la durée et stabiliser la situation de la France et de la monarchie. Pour cela il fait voter une nouvelle loi fixant la durée de la législature à 7 ans, au terme desquels auraient lieu des élections générales pour renouveler la Chambre. S'appuyant sur les efforts de ses prédécesseurs, il mène en plus de cela une politique budgétaire d’équilibre, voire d’excédent. Les finances ne s'étaient pas portées aussi bien depuis longtemps, la dette est très réduite. Il décide alors d'utiliser les fonds de la Caisse des dépôts et consignations (CDC) pour financer des projets industriels, en commençant par la rénovation du port de Dunkerque. Il s’appuie sur des agents d’État tous dévoués : plus de la moitié des députés étaient fonctionnaires. De plus le comte de Villèle était Chevaliers de la Foi et pouvait compter sur les ultras.
Le comte de Villèle vient à être dégoûté des parlementaires libéraux qui l'entourent, dans une de ses lettres qu'il écrivit le 25 août à son fils il déclare :
« À ce prix et quelques pots-de-vin en argent pour les instruments et les mangeurs du parti, on nous offre une bonne loi de répression de la presse, appui de la chambre des pairs, retour de la cour Royale et revirement de la Quotidienne et des Débats (deux journaux critiquant le plus vivement le ministère Villèle). Que tout cela me fait honte et pitié. »
En septembre 1824, Louis XVIII meurt et c’est son frère, le comte d’Artois, qui lui succède, sous le nom de Charles X. Plutôt réformateur avant la Révolution, Charles X a tiré des vingt-cinq années passées en exil pendant son émigration un attachement renforcé à la continuité de la monarchie.
Plusieurs de ses proches partagent le même état d'esprit : Mathieu de Montmorency, Sosthène de La Rochefoucauld, Corbière ou Villlèle.
Dans le cadre de la Charte de 1814, Charles X désapprouve le parlementarisme, il favorise le rôle de l’Église dans la société. Dans son discours du trône, le roi évoque la nécessité de « fermer les dernières plaies de la Révolution » et de « réparer les derniers malheurs de mes peuples ».
Pendant le règne de Charles X, le ministère Villèle a organisé deux grandes manifestations publiques : le sacre du Roi, en mai 1825 et son voyage avec le Dauphin à travers le nord de la France, en septembre 1827.

### Le sacre deCharlesX
À l'instar de Napoléon Ier lui-même, de Louis XVIII, qui ne donnera pas suite, pour raison de santé, à son propre souhait de se faire sacrer, Charles X entend marquer son avènement par une cérémonie religieuse. Celle-ci a lieu en la cathédrale de Reims, lieu traditionnel du sacre des Rois de France, le 29 mai 1825, en présence d'une foule importante, car elle constitue aussi une fête populaire.
La cérémonie est organisée par le Ministère de la Maison du Roi comme un compromis entre les traditions de l'ancien régime, en particulier l'onction divine, et la Charte, fondement politique de la Restauration, qui prévoit le Sacre dans son article 74. À la demande des autorités de la ville de Reims, elle a lieu à nouveau dans leur ville.

### Des lois controversées
Villèle manifeste son traditionalisme, en cherchant à donner une plus grande place à l’Église dans la société.

#### Loi sur le sacrilège
Sous l'influence de Monseigneur Frayssinous qui représente l’Église au gouvernement, une loi de 1825 favorise l’établissement des communautés religieuses et punit de la peine de mort le sacrilège. Villèle amende le texte pour alléger les peines, mais tout individu volant avec effraction un objet consacré au culte de la religion catholique est passible d'une peine de prison et d'une amende. La loi ne fut jamais appliquée dans ses dispositions emportant peine de mort, mais un dénommé François Bourquin fut condamné aux travaux forcés à perpétuité pour vol sacrilège. Cette loi réveille un sentiment anticlérical dans la population.

#### Loi du milliard aux émigrés
En avril 1825, est votée une loi d’indemnisation des émigrés : « le milliard des émigrés ». La loi est présentée à la chambre des députés par les députés Vaublanc et Martignac. Ceux qui avaient émigré à l’étranger pendant la Révolution, et dont les biens avait été saisis par le pouvoir révolutionnaire, recevraient une indemnité équivalant à vingt fois le montant de leurs revenus en 1790. La somme reversée était de 630 millions de francs en valeur réelle et près d'un milliard en valeur nominale 650 millions de francs. Elle est versée sous forme de rente pendant 33 ans.

### Le ministère Villèle de 1826 à 1828

#### Troubles et difficultés
Villèle va connaître quelques difficultés dans l’application de sa politique. Il tente de faire adopter une loi dite « du droit d’aînesse » qui, en cas d’héritage, favorisait l’aîné en lui attribuant une part supplémentaire. Ce projet allait à l’encontre de l’égalité des droits proclamée par la Charte et visait à maintenir les grandes propriétés foncières dont l'égalité des partages amenait le morcèlement.
En 1827, le comte de Villèle veut faire passer une loi sur la presse pour obliger les journaux politiques à déposer leurs articles cinq jours à l’avance et augmenter les droits fiscaux, postaux et pénaux. Le texte est amendé au point d'être dénaturé.
Dans le domaine de la politique étrangère, le comte de Villèle reste prudent. Il engage la France dans le soutien à la Grèce dans sa lutte pour son indépendance contre l'Empire ottoman. Le 20 octobre 1827, la flotte française de Méditerranée se joignit aux escadres russes et britanniques qui écrasèrent la flotte turque à Navarin.
Dans un contexte de funérailles de libéraux célèbres, l’impopularité du ministère Villèle s'accroit. Ces funérailles prennent la tournure de manifestations antigouvernementales : comme celles du général Foy en 1825, de Manuel ou du philanthrope La Rochefoucauld-Liancourt en 1827. Même la Garde nationale, passée en revue par le roi, cria : « À bas les Ministres ! », « À bas Villèle ! ». Ces déclarations montrent à Charles X la mesure de l’impopularité de son ministre au sein de la petite et moyenne bourgeoisie parisienne. Aussitôt une ordonnance royale est publiée et prononça la dissolution de la Garde nationale de Paris. Cet incident élargit le fossé entre le gouvernement et les classes moyennes urbaines.

#### Voyage deCharlesXdans le nord de la France enseptembre 1827
En septembre 1827, Charles X renoue avec une pratique monarchique du voyage en province, suivie pour la dernière fois en juin 1786 avec le voyage en Normandie de son frère aîné, Louis XVI. Le ministère Villèle a la charge d'organiser ce déplacement
Le 3 septembre, Charles X quitte Saint-Cloud pour un périple dans le nord de la France qui le mène à Soissons, à Laon, à La Fère, puis à Cambrai. Après des étapes à Bouchain, Denain, Valenciennes, il se fait montrer les Mines d'Anzin par Casimir-Périer. À Douai, il assiste à un exercice de tir, visite l'arsenal, le Musée, la bibliothèque. Arrivé à Lille le 7 septembre, il y est rejoint le lendemain par le Dauphin et par le prince d'Orange, y visite l'hôpital et plusieurs manufactures. Après des étapes à Armentières, Hazebrouck, Bailleul, Cassel, tous trois arrivent le 9 septembre à Saint-Omer. Le 10 septembre, ils y assistent à des manœuvres militaires au lieu-dit "Les Bruyères", puis le 11 septembre au Fort d'Enringhen. Les manœuvres sont menées par le lieutenant-général comte Curial, en présence du ministre de la guerre, le marquis de Clermont-Tonnerre. Après la visite de plusieurs sites à Saint-Omer, le Roi assiste le 13 septembre à des manœuvres militaires à Wizernes, puis se déplace à Dunkerque pour y visiter le port, les fortifications et l'arsenal. Revenu à Saint-Omer, il y assiste à de nouvelles manœuvres militaires le 15 septembre et, après un séjour d'une semaine, reprend la route le lendemain pour Saint-Cloud. Il y arrivera le 20 septembre, après des étapes à Arras, Doullens, Amiens, où il inaugure le Canal de la Somme, Breteuil, Beauvais, où il visite notamment la Manufacture de tapisseries. Chaque étape de ce voyage donne lieu à des réceptions et bénéficie d'un important concours de liesse populaire.

#### Démission de Villèle
Malgré cela, Villèle doit tout de même tenter un effort pour rétablir la situation en sa faveur et réinstalle la censure en 1827. Il demande aussi au roi la nomination d'une « fournée » de 73 pairs pour lui permettre de retrouver une majorité à la Chambre des pairs, et enfin il provoque la dissolution de la Chambre des députés.
Des élections ont lieu en novembre 1827 et le résultat des votes donne 180 députés ministériels contre 180 libéraux et 70 ultras anti-Villèle. Villèle perd ainsi la majorité et c'est un désaveu pour sa politique. À l'annonce des résultats, des manifestations de joie se transforment en émeutes avec l'apparition de barricades à Paris. La répression fait 4 morts du côté des insurgés.
Le symbole de cette victoire libérale est l’élection de Royer-Collard dans sept départements différents, ce qui porte ce libéral modéré à la tête de la Chambre.
Fait pair de France le 3 janvier 1828, le comte de Villèle peut enfin démissionner après les nombreux refus de Louis XVIII puis de Charles X. Il laisse sa place au libéral modéré Jean-Baptiste Sylvère Gaye, vicomte de Martignac (5 janvier 1828).

### Après la vie politique

#### Mise en retrait de la politique
Villèle se retire de la vie politique et refuse notamment de donner suite à la proposition, faite par Humann au nom de députés du centre désireux d'éviter tout trouble révolutionnaire, de remplacer le prince de Polignac à la tête d'un gouvernement d'apaisement (31 mars 1830). Pourtant il continuera à exercer une très grande influence car beaucoup des parlementaires chercheront ses conseils et son soutien dans leurs actions.

#### Soutien continu aux Bourbons
Après la révolution de Juillet et l'accession au trône de Louis-Philippe, il reste fidèle à la branche aînée des Bourbons. Résidant dans sa propriété méridionale, il joue un rôle important au sein des instances légitimistes durant les années 1830. Il est le chef de file de la tendance conservatrice, hostile à toute tentative de soulèvement armé ou à l'extension du droit de suffrage.
Il laissa d’intéressants Mémoires, interrompus à l’année 1816 et publiés après sa mort (1888-1890, 5 volumes).

#### Mort et inhumation
Villèle s'éteint le 13 mars 1854 dans son hôtel particulier toulousain de la rue Vélane, à l'âge de 80 ans. Ses obsèques ont lieu à la cathédrale Saint-Étienne. Joseph de Villèle repose dans la chapelle du château de Mourvilles.

## Mariage et descendance
Il épouse, le 13 avril 1799, Barbe Mélanie Ombeline Panon Desbassayns (1781-1855), fille d’Henri Paulin Panon Desbassayns et de Marie Anne Thérèse Ombline Gonneau de Montbrun, riches colons de l'Isle Bourbon, aujourd'hui Ile de la Réunion. Elle est la sœur de Philippe Panon Desbassayns, comte de Richemont. Ils eurent cinq enfants :
- Louis Henri de Villèle, magistrat (Saint Paul, 19 août 1800 - Merville, 2 novembre 1882), marié à Toulouse le 25 février 1829 avec Louise Marie René de Laffitte Pelleport (1810-1859), dont postérité ;
- Louise de Villèle (Saint Paul, 9 octobre 1805 - Livarot, 30 juin 1888), mariée à Paris le 7 avril 1824 avec Alfred Rioult de Neuville, gentilhomme de la Chambre du Roi, conseiller-général et député du Calvados (1802-1894), dont postérité ;
- Pauline Henriette de Villèle (Saint Paul, 9 octobre 1805 - Saint Paul, 25 mars 1806) ;
- Henriette de Villèle (Mourville Basses, 13 juin 1811 - Mourville Basses 19 janvier 1879), mariée à Toulouse le 26 avril 1833 avec Louis Honoré Félix de Pons ;
- Louise de Villèle (Toulouse, 28 décembre 1814 - Marmande, 5 août 1839), mariée à Toulouse le 9 juin 1838 avec Louis Gabriel Drouilhet de Sigalas, officier de cavalerie (1811-1884), fils d'Étienne Sylvestre Drouilhet de Sigalas, député du Lot et Garonne, dont postérité.

## Détail des mandats et fonctions

### Au gouvernement
- 21 décembre 1820 - 25 juillet 1821 : ministre sans portefeuille[12],[13],[note 3]
- 14 décembre 1821 - 4 septembre 1822 : ministre des Finances[12],[13]
- 4 septembre 1822 - 4 janvier 1828 : président du Conseil et ministre des Finances[12],[13]
- 6 juin 1824 - 4 août 1824 : ministre des Affaires étrangères (intérim)[14]

### Au Parlement

#### À la Chambre des députés
- 7 octobre 1815 - 5 septembre 1816 : député de Haute-Garonne
- 4 novembre 1816 - 24 décembre 1823 : député de Haute-Garonne
- 23 mars 1824 - 4 janvier 1828 : député de Haute-Garonne

#### À la Chambre des pairs
- 4 janvier 1828 - 14 août 1830 : membre de la Chambre des pairs

### Au niveau local
- 25 juillet 1815 - 11 février 1818 : maire de Toulouse

## Décorations
- Chevalier de l'ordre de Saint-Louis : 1820.
- Chevalier de l'ordre du Saint-Esprit : 1823.
- Chevalier de l'ordre de la Toison d'or : 1823.
- Officier de la Légion d'honneur : 1821.

## Armes
D'azur, à trois pointes en fasce mouvantes à dextre d'or.
Joseph de Villèle († 1854), comte de Villèle par lettres patentes du 18 septembre 1822, baron-pair de France par ordonnance du 4 janvier 1828, Président du Conseil des ministres.

## Œuvre
- Mémoires et correspondance du comte de Villèle, 1888-1890, Paris, Perrin et cie, 5 volumes in-8o, tome 1[17], tome 2[18], tome 3[19], tome 4[20], tome 5[21].

## Postérité
Il est considéré par l'écrivain Jules Barbey d'Aurevilly comme « le seul homme d'État qu'ait eu la Restauration ».